# نرويجيان قيتواي
نرويجيان قيتواي (بالإنجليزية: Norwegian Getaway)‏ هي سفينة سياحية والتي تديرها شركة نرويجيان كروزز. ودخلت في الخدمة في عام 2014.

## نبذة
السفينة إلى جانب شقيقتها نرويجيان بريك أواي هما أول سفينتين في «مشروع بريك أواي» التابع لنرويجيان للرحلات البحرية. وبدء في بناءها في حوض بناء السفن ماير ويرفت في بابنبورغ ألمانيا وتكليف الفنان ديفيد لي باتارد بتصميم العمل الفني الخاص ببدن السفينة. وسُلِمت إلى نرويجيان للرحلات البحرية في ديسمبر من عام 2013.
جُهزت السفينة بأربع محركات رئيسية.اثنين منها من صنع شركة مان طراز B&W 14V48/60CR، كل منهما بقوة 22.520 حصان (16.79 ميجاوات)، والآخران من طراز B&W 12V48/60CR بقوة 19300 حصان (14.4 ميجاوات) لكل منها.